# Mellansel
Mellansel is een plaats in de gemeente Örnsköldsvik in het landschap Ångermanland en de provincie Västernorrlands län in Zweden. De plaats heeft 823 inwoners (2005) en een oppervlakte van 233 hectare. De plaats ligt ongeveer 30 kilometer ten westen van de stad Örnsköldsvik en langs de plaats loopt de rivier de Moälven.
De grootste werkgever in de plaats is Hägglunds een producent van militaire producten, ook is er een volkshogeschool in de plaats en ligt er een klein vliegveld net buiten de plaats.

## Verkeer en vervoer
Bij de plaats loopt de Länsväg 348.
De plaats heeft een station waar twee spoorlijnen samenkomen: de spoorlijn Boden - Bräcke en spoorlijn Mellansel - Örnsköldsvik